# N. del T.
N. del T. es la abreviatura de «nota del traductor» o en plural «nota de los traductores». Es una pequeña acotación que se incluye al final de una cita o párrafo de una traducción (generalmente entre paréntesis) para aclarar que el texto al que implícitamente hace referencia es una redacción propia del autor con el objetivo de disipar ambigüedades que puedan existir en un texto que proviene de otro idioma.
La forma correcta de escribirlo es «N. del T.», con los puntos, puesto que es una abreviatura y no un acrónimo.

## Ejemplos
Texto en inglés:

A lot of hackers are here in Las Vegas. Save the OpenOffice document you're writing now!

Posibles traducciones al español:

Hay muchos hackers aquí en Las Vegas, ¡salva el documento de OpenOffice que estás escribiendo ahora!

Juego de palabras del idioma inglés: «guardar» y «salvar» equivalen a la misma palabra, "save" (N. del T.)

Hay muchos hackers aquí en Las Vegas, ¡guarda el documento de OpenOffice que escribes
ya! (N. del T.: Es un juego de palabras del escritor. «guardar» equivale también a «salvar» en inglés, ambos expresados con «save».)

Texto en inglés:

Free Software refers to freedom, not to money.

Posibles traducciones al español:

El Software Libre habla de libertad, no de dinero.

En inglés, Free Software significa tanto «Software Libre» como «Software Gratis», por ello el comentario (N. del T.)

El Software Libre se enfoca a la libertad, no al precio. (N. del T.: En la composición
Free Software, Free equivale a decir "Gratis" o "Libre", lo que ocasiona problemas con este
término entre los angloparlantes).

## Usos comunes
«N. del T.» sirve para indicar una aclaración del traductor donde explica el por qué de la transliteración a la lengua meta, o bien la procedencia original de la frase, proyectando así que lo que escribe no se debe a un error. Se puede aplicar tanto al final de un texto como entre paréntesis del mismo párrafo. No siempre es necesario usar la abreviatura «N. del T.» cuando se desean realizar estas aclaraciones, pudiéndose usar el pie de página en su defecto.